# Ђимело Не Моначи (Месина)
Ђимело Не Моначи је насеље у Италији у округу Месина, региону Сицилија.
Према процени из 2011. у насељу је живело 75 становника. Насеље се налази на надморској висини од 418 м.